# Karl Schwarzschild
Karl Schwarzschild (9 tháng 10 năm 1873 – 11 tháng 5 năm 1916) là một nhà vật lý học người Đức. Ông là bố của nhà vật lý thiên văn Martin Schwarzschild.
Ông được biết đến nhiều nhất bởi việc là người đầu tiên giải chính xác phương trình trường Einstein trong thuyết tương đối tổng quát, cho trường hợp một khối cầu không quay, mà ông hoàn thành năm 1915, trong cùng năm Einstein công bố thuyết tương đối tổng quát lần đầu tiên. Nghiệm Schwarzschild, trong đó sử dụng các tọa độ Schwarzschild và metric Schwarzschild, dẫn ra được bán kính Schwarzschild nổi tiếng, nó chính là kích thước của chân trời sự kiện của một lỗ đen không quay.
Schwarzschild hoàn thiện nghiên cứu trên khi ông đang phục vụ trong quân đội Đức trong thế chiến thứ nhất. Ông chết sau đấy một năm do bệnh tự miễn dịch trong khi ông đang điều trị vết thương ở mặt trận Nga.

## Cuộc đời
Schwarzschild sinh ra ở Frankfurt am Main. Có lúc ông được coi là một đứa trẻ thần đồng, do lúc 16 tuổi ông đã viết một bài báo về cơ học thiên thể. Ông học tại Strasbourg và Munich, và nhận bằng tiến sĩ năm 1896 với các nghiên cứu về lý thuyết của Henri Poincaré.
Từ 1897, ông làm trợ lý tại đài quan sát thiên văn ở Viên.
Từ 1901 đến tận 1909 ông làm giáo sư tại viện nghiên cứu nổi tiếng ở Göttingen, nơi ông có cơ hội làm việc với nhiều nhà khoa học lớn như David Hilbert và Hermann Minkowski. Schwarzschild cũng làm giám đốc đài quan sát thiên văn ở Göttingen. Ông chuyển đến đài quan sát vật lý thiên văn ở Potsdam năm 1909.
Từ 1912, Schwarzschild là thành viên của Viện hàn lâm khoa học Phổ.
Khi nổ ra chiến tranh thế giới lần thứ nhất năm 1914 ông đã gia nhập quân đội Đức mặc dù đã trên 40 tuổi. Ông phục vụ cả ở mặt trận phía Đông và phía Tây, và được tăng cấp lên trung úy pháo binh.
Khi phục vụ ở mặt trận Nga năm 1915, ông bị một bệnh về da rất đau đớn và hiếm gặp là bệnh pemphigus. Tuy vậy, ông đã viết ba bài báo xuất sắc: hai về lý thuyết tương đối tổng quát và một về cơ học lượng tử. Các bài báo của ông về thuyết tương đối bao gồm lời giải chính xác đầu tiên về phương trình trường Einstein và một sự thay đổi nhỏ những kết quả này mà sau này được gọi là Mêtric Schwarzschild.
Schwarzschild đã không chống lại được bệnh pemphigus, và ông qua đời vào ngày 11 tháng 5 năm 1916.

## Các nghiên cứu
Hàng nghìn luận văn, bài báo nghiên cứu, sách đã dựa trên lời giải của Schwarzschild về phương trình trường Einstein. Mặc dù ông được biết đến nhiều nhờ các nghiên cứu về lý thuyết tương đối tổng quát, lĩnh vực nghiên cứu của ông lại rất rộng, bao gồm cơ học thiên thể, quang trắc (photometry) các ngôi sao, cơ học lượng tử, các dụng cụ thiên văn học, cấu trúc các ngôi sao, thống kê các ngôi sao, nghiên cứu sao chổi Halley và phổ học.
Một vài thành tựu đặc biệt của ông gồm các đo đạc về sao biến quang, sử dụng các ảnh chụp, và nâng cao hiệu suất các hệ quang học, nhờ nghiên cứu nhiễu loạn trong quang sai hình học.

### Thuyết tương đối tổng quát

Bài toán Kepler trong lý thuyết tương đối tổng quát, sử dụng metric Schwarzschild

Chính Einstein cũng đã ngạc nhiên khi thấy rằng các phương trình trường có thể giải được chính xác, bởi vì dạng phức tạp của chúng, và cũng do ông mới chỉ có được nghiệm xấp xỉ. Lời giải xấp xỉ của Einstein viết trong bài báo nổi tiếng của ông năm 1915 về sự dịch chuyển của điểm cận nhật của Sao Thủy. Trong bài báo này, Einstein sử dụng các tọa độ thẳng để miêu tả xấp xỉ trường hấp dẫn xung quanh một vật thể đối xứng cầu, không quay, không mang điện tích. Ngược lại, Schwarzschild đã chọn một hệ tọa độ cực và nhờ đó giải được chính xác bài toán, ông gửi kết quả này đến Einstein vào ngày 22 tháng 12 năm 1915 khi Schwarzschild đang đóng quân tại mặt trận Nga. Schwarzschild kết luận trong bức thư gửi đến Einstein là: "Như ngài thấy, chiến tranh đã cho tôi "thảnh thơi", mặc dù súng đạn dày đặc, để tôi có thể từ bỏ nó và bước đi trên mảnh đất các ý tưởng của ngài." Năm 1916, Einstein trả lời Schwarzschild về kết quả này:
Tôi đã đọc lá thư của anh với tinh thần phấn chấn. Tôi chưa từng mong đợi ai đó có thể đưa ra nghiệm chính xác cho bài toán theo cách đơn giản như vậy. Tôi rất thích lời giải toán học của anh. Thứ năm tới tôi sẽ trình bày nghiên cứu này tại Viện hàn lâm với một chút giải thích.— Albert Einstein, 

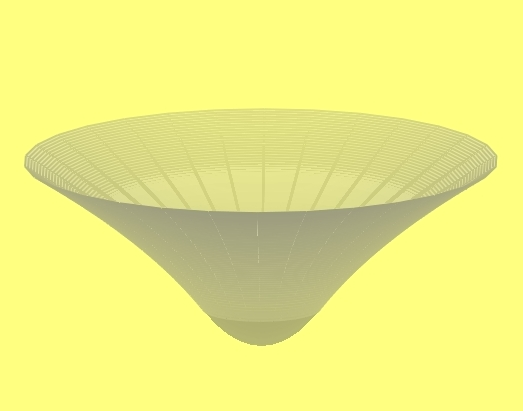
Miền bên trong và ngoài của nghiệm Schwarzschild

Bài báo thứ hai của Schwarzschild, được biết đến là nghiệm Schwarzschild bên trong (tiếng Đức: "innere Schwarzschild-Lösung"), nó miêu tả miền bên trong hình cầu với vật chất đồng nhất và phân bố đẳng hướng trong phạm vi bán kính r = R. Nó áp dụng được cho chất rắn, chất lỏng không nén được, Mặt Trời và các ngôi sao khi coi chúng là quả cầu khí nóng gần đẳng hướng; và bất kì chất khí phân bố đều và đẳng hướng nào.
Trong nghiệm thứ nhất (đối xứng cầu) chứa một tọa độ kì dị trên mặt gọi là mặt Schwarzschild. Trong tọa độ Schwarzschild, kì dị này nằm trên mặt cầu với một bán kính, gọi là bán kính Schwarzschild:
{\displaystyle R_{s}={\frac {2GM}{c^{2}}}}
với G là hằng số hấp dẫn, M là khối lượng của vật thể, và c là vận tốc của ánh sáng trong chân không. Khi bán kính của vật thể tại trung tâm nhỏ hơn bán kính Schwarzschild, {\displaystyle R_{s}} thì mọi vật thể khác, kể cả photon, sẽ bị rơi vào vật thể trung tâm (ngoại trừ hiệu ứng đường hầm lượng tử gần bán kính). Khi mật độ của vật thể trung tâm vượt quá giới hạn đặc biệt, nó sẽ tạo ra một hiện tượng co sập hấp dẫn, và nếu nó diễn ra theo dạng đối xứng cầu, thì sẽ tạo ra lỗ đen Schwarzschild. Điều này có thể xảy ra khi khối lượng sao neutron vượt quá giới hạn Tolman-Oppenheimer-Volkoff (khoảng ba lần khối lượng Mặt Trời).

## Các bài báo
Thuyết tương đối
- Über das Gravitationsfeld eines Massenpunktes nach der Einstein’schen Theorie. Reimer, Berlin 1916, S. 189 ff. (Sitzungsberichte der Königlich-Preussischen Akademie der Wissenschaften; 1916)
- Über das Gravitationsfeld einer Kugel aus inkompressibler Flüssigkeit. Reimer, Berlin 1916, S. 424-434 (Sitzungsberichte der Königlich-Preussischen Akademie der Wissenschaften; 1916)

Các trang khác
- Untersuchungen zur geometrischen Optik I. Einleitung in die Fehlertheorie optischer Instrumente auf Grund des Eikonalbegriffs, 1906, Abhandlungen der Gesellschaft der Wissenschaften in Göttingen, Band 4, Nummero 1, S. 1-31
- Untersuchungen zur geometrischen Optik II. Theorie der Spiegelteleskope, 1906, Abhandlungen der Gesellschaft der Wissenschaften in Göttingen, Band 4, Nummero 2, S. 1-28
- Untersuchungen zur geometrischen Optik III. Über die astrophotographischen Objektive, 1906, Abhandlungen der Gesellschaft der Wissenschaften in Göttingen, Band 4, Nummero 3, S. 1-54
- Über Differenzformeln zur Durchrechnung optischer Systeme[liên kết hỏng], 1907, Nachrichten von der Gesellschaft der Wissenschaften zu Göttingen, S. 551-570
- Aktinometrie der Sterne der B. D. bis zur Größe 7.5 in der Zone 0° bis +20° Deklination. Teil A. Unter Mitwirkung von Br. Meyermann, A. Kohlschütter und O. Birck, 1910, Abhandlungen der Gesellschaft der Wissenschaften in Göttingen, Band 6, Numero 6, S. 1-117
- Über das Gleichgewicht der Sonnenatmosphäre[liên kết hỏng], 1906, Nachrichten von der Gesellschaft der Wissenschaften zu Göttingen, S. 41-53
- Die Beugung und Polarisation des Lichts durch einen Spalt. I.[liên kết hỏng], 1902, Mathematische Annalen, Band 55, S. 177-247
- Zur Elektrodynamik. I. Zwei Formen des Princips der Action in der Elektronentheorie[liên kết hỏng], 1903, Nachrichten von der Gesellschaft der Wissenschaften zu Göttingen, S. 126-131
- Zur Elektrodynamik. II. Die elementare elektrodynamische Kraft[liên kết hỏng], 1903, Nachrichten von der Gesellschaft der Wissenschaften zu Göttingen, S. 132-141
- Zur Elektrodynamik. III. Ueber die Bewegung des Elektrons[liên kết hỏng], 1903, Nachrichten von der Gesellschaft der Wissenschaften zu Göttingen, S. 245-278
- Ueber die Eigenbewegungen der Fixsterne[liên kết hỏng], 1907, Nachrichten von der Gesellschaft der Wissenschaften zu Göttingen, S. 614-632
- Ueber die Bestimmung von Vertex und Apex nach der Ellipsoidhypothese aus einer geringeren Anzahl beobachteter Eigenbewegungen[liên kết hỏng], 1908, Nachrichten von der Gesellschaft der Wissenschaften zu Göttingen, S. 191-200
- K. Schwarzschild, E. Kron: Ueber die Helligkeitsverteilung im Schweif des Halley´schen Kometen[liên kết hỏng], 1911, Nachrichten von der Gesellschaft der Wissenschaften zu Göttingen, S. 197-208
- Die naturwissenschaftlichen Ergebnisse und Ziele der neueren Mechanik.[liên kết hỏng], 1904, Jahresbericht der Deutschen Mathematiker-Vereinigung, Band 13, S. 145-156
- Über die astronomische Ausbildung der Lehramtskandidaten.[liên kết hỏng], 1907, Jahresbericht der Deutschen Mathematiker-Vereinigung, Band 16, S. 519-522